# 四环己基甲烷
四环己基甲烷是一种有机化合物，化学式为C25H44。它可由四苯基甲烷在甲基环己烷中经Pd/C催化氢化（160 °C，750 psi H2）制得，产物可以在三氯甲烷-乙醇中重结晶来提纯。它催化脱氢可以得到四苯基甲烷。